# Kazimierz Buda
Kazimierz Buda (ur. 3 maja 1960 w Mielcu) – piłkarz grający na pozycji pomocnika lub obrońcy, trener piłkarski; reprezentant Polski.
Jest wychowankiem Stali Mielec. Już w wieku 16 lat zadebiutował w I-ligowym zespole Stali. W sumie w ekstraklasie (w latach 1977–1989) rozegrał 265 meczów, zdobywając 39 bramek.
Pierwszy trener Mazura Radzymin, z którym awansował do V ligi mazowieckiej. Obecnie trener IV-ligowego Drukarza Warszawa.

## Reprezentacja Polski
Od 1977 występował w reprezentacji Polski juniorów, a od 1979 w olimpijskiej reprezentacji Polski. W I reprezentacji rozegrał 10 spotkań, strzelając 2 gole. W czasie tournée po Japonii był kapitanem drużyny, czym ustanowił rekord reprezentacji, będąc najmłodszym kapitanem w historii polskiej drużyny narodowej. Opaskę kapitana założył pierwszy raz w wieku 20 lat i 267 dni, a miało to miejsce 25 stycznia 1981 w Tokio podczas meczu z reprezentacją Japonii wygranego 2:0 (strzelił także pierwszą bramkę).
| lp. | Data                 | Miejsce   | Przeciwnik | Rezultat | Rozgrywki       | Grał   | Uwagi |
| --- | -------------------- | --------- | ---------- | -------- | --------------- | ------ | ----- |
| 1.  | 25 stycznia 1981     | Tokio     | Japonia    | 2-0      | towarzyski      | 90'    | kpt.  |
| 2.  | 27 stycznia 1981     | Tokushima | Japonia    | 4-2      | towarzyski      | 90'    | kpt.  |
| 3.  | 30 stycznia 1981     | Nagoya    | Japonia    | 4-1      | towarzyski      | do 54' | kpt.  |
| 4.  | 1 lutego 1981        | Tokio     | Japonia    | 3-0      | towarzyski      | 90'    | kpt.  |
| 5.  | 24 maja 1981         | Bydgoszcz | Irlandia   | 3-0      | towarzyski      | do 46' |       |
| 6.  | 23 marca 1983        | Łódź      | Bułgaria   | 3-1      | towarzyski      | od 46' |       |
| 7.  | 17 kwietnia 1983     | Warszawa  | Finlandia  | 1-1      | elim. Euro 1984 | od 65' |       |
| 8.  | 7 września 1983      | Kraków    | Rumunia    | 2-2      | towarzyski      | 90'    |       |
| 9.  | 9 października 1983  | Moskwa    | ZSRR       | 0-2      | elim. Euro 1984 | 90'    |       |
| 10. | 31 października 1984 | Mielec    | Albania    | 2-2      | elim. MŚ 1986   | do 70' |       |